# 830
830 (DCCCXXX, na numeração romana) foi um ano comum do século IX, do Calendário Juliano, da Era de Cristo, teve início a um sábado e terminou também a um sábado, e a sua letra dominical foi B.
| Ano completo                   |
| ------------------------------ |
| Ano comum com início ao sábado |

## Nascimentos
- Koko, 58º imperador do Japão.
- Vifredo I "o Cabeludo" (m. 897) foi conde de Barcelona.
- Rurik de Kiev, fundador da dinastia ruríquida, na Rússia.